# Selhurst Park
Der Selhurst Park ist das Fußballstadion des englischen Fußballclubs Crystal Palace. Es wurde 1924 eröffnet und befindet sich weit im Londoner Süden im Stadtteil South Norwood.

## Geschichte
Der Selhurst Park fasst 25.486 Zuschauer. Es handelt sich bei den Plätzen ausschließlich um überdachte Sitzplätze. Der Großteil dieser Plätze verteilt sich auf die Tribünen an den Spielfeldseiten, den Main Stand und den Arthur Wait Stand, die beide in die Jahre gekommen sind und nicht mehr neuesten Standards entsprechen. Moderner ist hingegen der Homesdale Road Stand (erbaut 1995) an der südlichen Spielfeldkopfseite, der als einzige Tribüne aus zwei Rängen besteht. Am anderen Spielfeldende befindet sich der White Horse Lane Stand, der über verhältnismäßig wenige Sitzplätze, dafür aber über einige Boxen verfügt.
Obwohl Crystal Palace Hausherr und dessen Chairman Simon Jordan Eigentümer des Selhurst Park ist, wurde das Stadion in der Vergangenheit an zwei andere Clubs untervermietet. Charlton Athletic trug von 1986 bis 1991 seine Heimspiele im Selhurst Park aus, bevor der Club wieder ins Valley zurückkehrte. Die direkte Nachfolge trat der FC Wimbledon an, der bis zum Umzug nach Milton Keynes (2003) ebenfalls den Selhurst Park seine Heimat nennen konnte.
Für die Stadionaufnahmen der AppleTV+-Serie Ted Lasso diente der Selhurst Park als Heimstätte des fiktiven AFC Richmond.

## Umbaupläne
Am 4. Dezember 2017 präsentierte der Vereinsvorsitzende Steve Parish Umbaupläne für den Selhurst Park. Für 75 bis 100 Mio. £ (etwa 85 bis 113 Mio. Euro) soll das Stadion modernisiert und von 26.000 auf 34.000 Plätze erweitert werden. Die Umbauphase soll drei Jahre dauern. Im Mittelpunkt der Renovierung steht die neue Haupttribüne mit einer Glasfassade. Dies ist eine Reminiszenz an die frühen Jahre des Clubs und den für die Weltausstellung 1851 gebauten Crystal Palace. Ein mittig platzierter Gewölbebogen mit dem Adlerwappen erinnert an die berühmte Ausstellungshalle. Die Pläne stammen von der KSS Design Group. Die Pläne wurde im Januar 2018 dem Croydon Council vorgelegt. Im Falle der Erteilung der Baugenehmigung sollten die Bauarbeiten innerhalb der nächsten 12 Monate beginnen. Das Vorhaben konnte das Croydoner Planungskomitee jedoch nicht hinreichend überzeugen. Es gab schließlich mehrere Verzögerungen, schließlich entsprachen das Vorhaben „nicht mehr dem 2021 verabschiedeten London Plan.“ Erst 2022 beschloss der Stadtrat, den Ausbauplan zu genehmigen.

## Besucherrekord und Zuschauerschnitt
Am 11. Mai 1979 versammelten sich im Selhurst Park 51.482 Besucher zum Spiel von Crystal Palace gegen den FC Burnley in der Football League Second Division. Seit dem Umbau in ein reines Sitzplatzstadion liegt die Bestmarke bei 26.193 Zuschauern in der Partie der Premier League gegen den FC Arsenal am 6. November 2004.
- 2014/15: 24.421 (Premier League)
- 2015/16: 24.825 (Premier League)
- 2016/17: 25.161 (Premier League)
- 2017/18: 25.063 (Premier League)
- 2018/19: 25.455 (Premier League)
- 2019/20: 25.060 (Premier League)

## Galerie

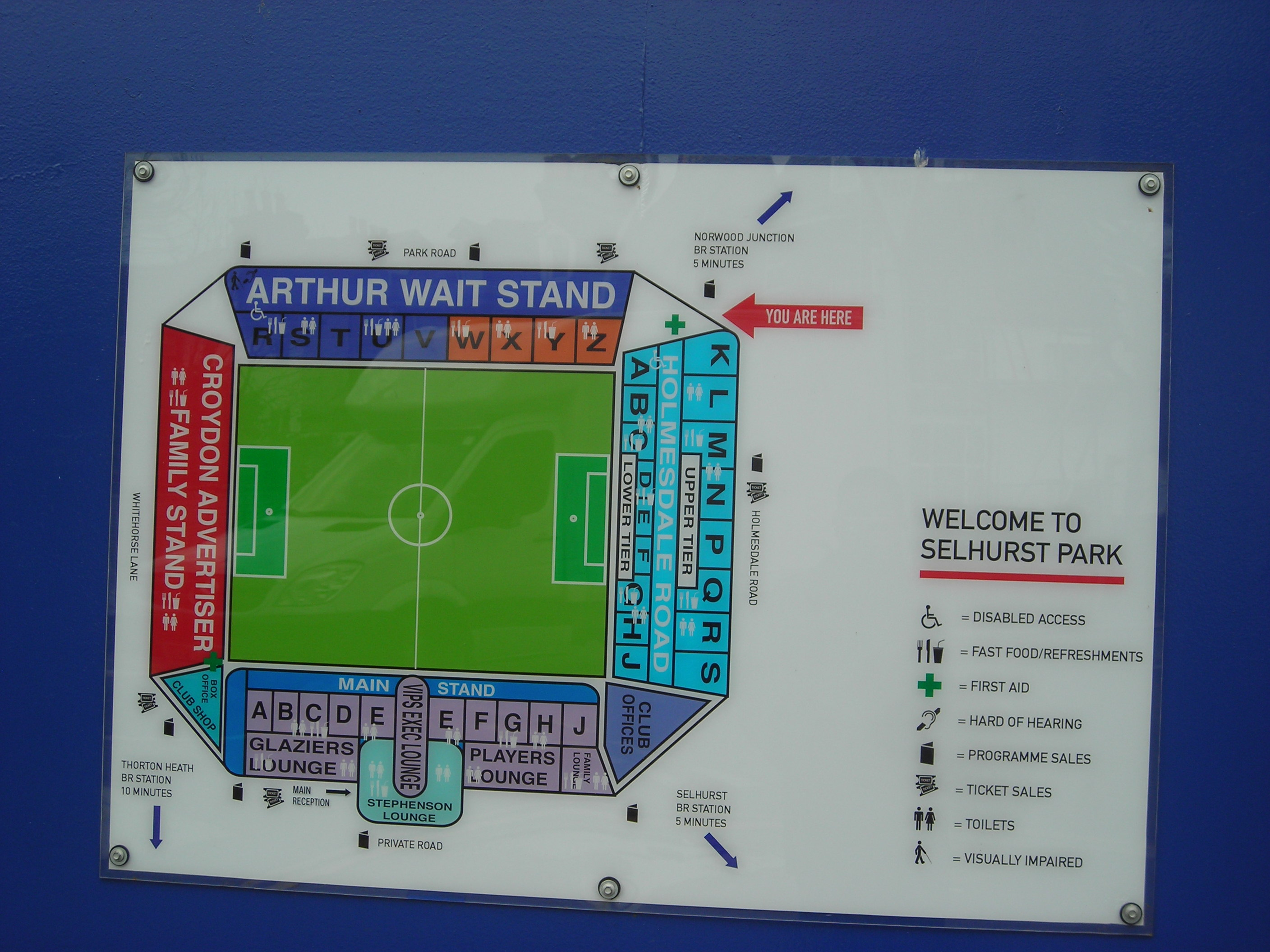
Tribünenplan des Selhurst Park
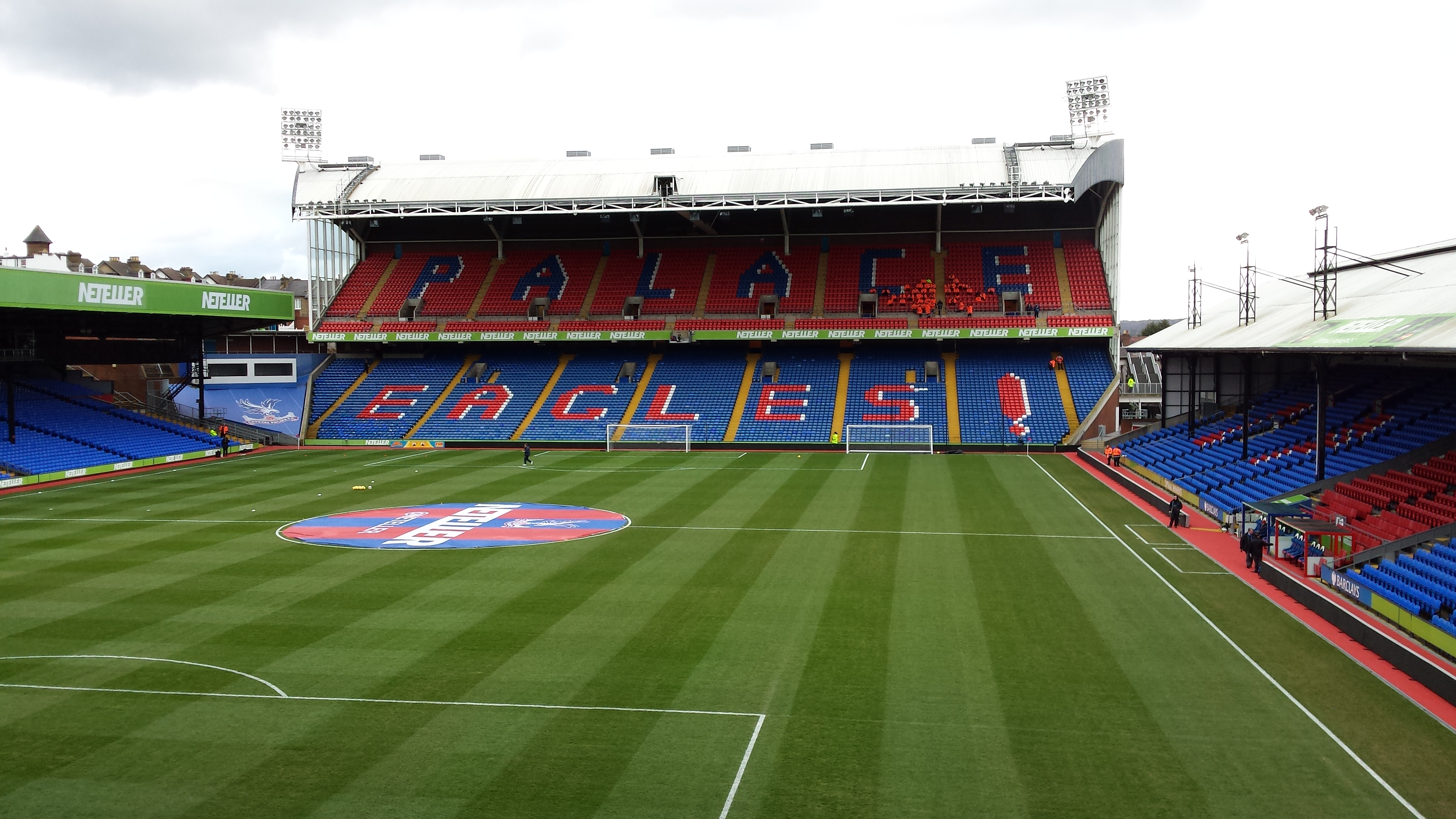
Der Holmesdale Stand